# Boleslaw Maslankiewicz
Boleslaw Maslankiewicz est un résistant et un dirigeant syndical et politique du XXe siècle.

## Biographie
Né le 7 août 1903 en Pologne, à Debice, dans la division administrative de Lodz, Boleslaw Maslankiewicz est parti dès l'âge de douze ans travailler en Allemagne, de 1915 jusqu’en 1919, avec son frère et son père, militant du parti communiste polonais.
À partir du printemps 1919, Boleslaw Maslankiewicz, travaille à Pompey (Meurthe-et-Moselle) dans la sidérurgie de la région Lorraine, qui était sous-contrôle allemand jusqu'à la Première guerre mondiale puis aux aciéries de Longwy (Meurthe-et-Moselle) comme conducteur de grue. Avec son épouse Marianne et son fils Lucien, il déménage en 1927 à Gentilly, en région parisienne, pour un emploi de mécanicien au Grand Moulin de Paris, dans le XIIIe arrondissement de la capitale.
Parlant français, polonais, allemand, et russe, il est devenu permanent de l’organisation syndicale CGTU, chargé d’organiser la main d’œuvre d’origine polonaise, puis adhérent au Parti communiste français à l’automne 1934.
Le 12 novembre 1936, à la demande de ce parti, il rejoint les Brigades internationales pour combattre le fascisme en Espagne, dans le « bataillon Mickiewicz » de la Brigade internationale Dombrowski, où il sera plus tard nommé capitaine et commissaire politique. Combattant de décembre 1936 à juillet 1937, puis, blessé, il rejoint les polonais de France, "mineurs du Nord et du Pas-de-Calais, sidérurgistes de Lorraine, métallurgistes de la région parisienne" et vit à Gennevilliers.
Dissoute, la MOI "se reconstitue clandestinement au cours de l'été 1941. Ses principaux dirigeants sont Arthur London, Louis Gronowski, Jacques Kaminski, Edouard Kowalski, Adam Rayski, Marino Mazetti et lui-même Boleslaw Maslankiewicz,. Il devient ainsi membre du triangle national de direction de la section polonaise de la MOI,. Le PCF étant peu implanté en Bourgogne avant-guerre, Boleslaw Maslankiewicz est chargé en 1942 de développer l'organisation dans cette région, jugée en retard sur le bassin minier du Nord-Pas-de-Calais, via de « fréquentes missions » en créant de "groupes de sportifs". Plusieurs mineurs ont rejoint à l'hiver 1943-1944 le maquis "Bargiel", situés aux limites de trois départements bourguignons,, composé d'évadés russes et de FTP-MOI des mineurs polonais à Montceau-les-Mines.
Après le débarquement des alliés en Normandie du 6 juin 1944, Boleslaw Maslankiewick forma en Bourgogne, dans le département de Saône-et-Loire, le "bataillon Mickiewicz", unité militaire polonaise au nom inspiré d'une autre pendant la guerre civile espagnole, rebaptisé par la suite "9e bataillon FTP" de ce département. En août 1944, il est envoyé par le PCF dans le bassin minier Nord Pas-de-Calais, chargé de renforcer l’encadrement des groupes de FTP polonais. s Polonais se mettent sans tarder à former des unités casernées d'abord à Seclin, Lewarde, Montigny-en-Ostrevent, Denain, Onnaing et Valenciennes, puis transférées aux casernes de Guesnain, Hérin et Seclin. La formation de ces unités était dirigée par les commandants Boleslaw Jelen et Boleslaw Maslankiewicz, ainsi que le capitaine Jôzef Migos. Ils ont d'abord des difficultés avec l'administration militaire à cause de la dissolution des FFI: Elle refuse de reconnaître le droit de ces combattants (qui refusent d'obéir au gouvernement polonais en exil) à la solde, au ravitaillement, à l'aide aux familles  mais finalement 2500 à 3000 s’engagent dans l’armée française en décembre de la même année,, intégrés le mois suivant, sous la forme, entre autres, des 19e et 29e groupements polonais, dans la première armée française, sous la houlette des colonels Thévenot et Huret, et de trois commandants Jean Gherard, Boleslaw Jelen, et lui-même. Ils vont d'abord à Besançon. Au coeur des combats sur le Rhin de janvier 1945 puis de la libération de Colmar, ils restèrent en Allemagne jusqu’en octobre 1945 puis furent envoyés en Pologne en novembre 1945, avant leur auto-dissolution. Il fut par la suite membre de la Milice polonaise, d'abord à Varsovie puis janvier 1947 comme commandant de celle de Lublin, avant d'intégrer, de 1950 à 1953, celle de Zielona-Gora, à la frontière avec la nouvelle RDA. Il est décédé en 1971.